# The X Factor (album)
The X Factor deseti je studijski album britanskog heavy metal sastava Iron Maiden. Diskografska kuća EMI objavila ga je 2. listopada 1995. u Europi, dok ga je u Sjevernoj Americi objavio CMC International. Prvi je album od dva s pjevačem Blazeom Bayleyjem, nekadašnjim članom Wolfsbanea, koji je zamijenio Brucea Dickinsona koji je tijekom prethodne turneje napustio grupu i odlučio se posvetiti samostalnoj karijeri. Mračnijeg je prizvuka od prijašnjih devet studijskih albuma jer su tekstovi utemeljeni na kriznom periodu života basista Stevea Harrisa; preminuo mu je otac i bio je usred rastave braka. Te su teme odražene i na omotu, na kojem Eddieja, maskotu skupine, vivisecira stroj. Album je kasnio godinu dana (trebao je izaći 1994.) zbog Bayleyjeve motociklističke nesreće.
Drugi je album skupine nakon albuma Piece of Mind koji nije dobio ime po jednoj od pjesama s albuma, kao i prvi koji nema naziv albuma u riječima pjesama.

## Pozadina
Naziv albuma osmišljen je pri početku snimanja. Prema riječima producenta Nigela Greena: "Svi smo smatrali da na temelju toga kako se stvari kreću – zbog pjesama, Blazeove uključenosti u proces, zvuka, posvećenosti – novi album treba imati tu dodatnu kvalitetu, tu čarobnost, taj 'faktor X'. Bio je to privremeni naslov i svidio nam se, pa smo ga i ostavili. Bio je i vrlo prikladan jer je to naš deseti studijski album i "X" može podsjetiti na više stvari."
Naslovnicu, koja prikazuje Eddieja podvrgnutog još jednoj lobotomiji, izradio je Hugh Syme. Zbog njezinog "živopisnog" stila grupa je morala objaviti album s omotom koji se mogao zamijeniti; na stražnjoj strani tog omota nalazi se manje slikovita slika Eddieja iz daljine.
Bio je posljednji album do The Book of Soulsa iz 2015. na kojem se nalazila klasična inačica logotipa skupine; na svakom se studijskom uratku od albuma Virtual XI do The Final Frontiera pojavila alternativna inačica na kojoj slova "R", "M" i "N" imaju izdužene krajeve.
The X Factor neuobičajen je i po tome što je za vrijeme njegova snimanja nastalo nekoliko skladbi koje se nisu pojavile na samom albumu. "Zapravo smo napisali četrnaest pjesama i iskoristili smo njih jedanaest", rekao je Steve Harris, "što nije uobičajeno za nas." Sve tri pjesme "I Live My Way", "Justice of the Peace" i "Judgement Day" objavljene su kao B-strane. Potonje dvije pjesme pojavile su se i u zbirci Best of the 'B' Sides.
The X Factor bio je Maidenov deseti album koji se pojavio u najviših deset mjesta britanske glazbene ljestvice, no na njoj je proveo samo četiri tjedna – zbog čega je to njegov studijski album koji je na njoj ostao najkraće.
Radi promidžbe albuma održana je turneja The X Factour. Kao što je bio slučaj i s turnejom za naknadni album Virtual XI, otkazano je nekoliko koncerata u Sjedinjenim Državama jer je Bayley patio od povremenih problema s glasom zbog čestih nastupa.

## O pjesmama
"Man on the Edge" i "Lord of the Flies" objavljene su kao singlovi. Obje su pjesme, kao i "Sign of the Cross", ostale u repertoaru Iron Maidena nakon Dickinsonova povratka. Koncertne inačice tih pjesama s Dickinsonom tim su se redom pojavile na singlu za "The Wicker Man" i na koncertnim albumima Death on the Road i Rock in Rio; iste su koncertne inačice pjesama "Man on the Edge" i "Sign of the Cross" kasnije ponovno objavljene na kompilaciji From Fear to Eternity iz 2011.
"The Edge of Darkness" nadahnuta je filmom Apokalipsa danas, nastalim prema romanu Srce tame Josepha Conrada, "Man on the Edge" nadahnuta je filmom Dan ludila, a "Lord of the Flies" nadahnuta je romanom Gospodar muha Williama Goldinga. "Sign of the Cross" nadahnut je romanom Ime ruže Umberta Eca i šesta je najdulja skladba Iron Maidena – traje dulje od 11 minuta. Koncertne inačice pjesama "Blood on the World's Hands" i "The Aftermath" pojavile su se na kompilaciji Best of the 'B' Sides.
Blaze Bayley snimio je novu inačicu "Sign of the Cross" na koncertnom albumu As Live as It Gets.

## Popis pjesama
| 1.    | »Sign of the Cross«          | Steve Harris         | 11:17 |
| 2.    | »Lord of the Flies«          | Harris, Janick Gers  | 5:04  |
| 3.    | »Man on the Edge«            | Blaze Bayley, Gers   | 4:14  |
| 4.    | »Fortunes of War«            | Harris               | 7:23  |
| 5.    | »Look for the Truth«         | Bayley, Gers, Harris | 5:11  |
| 6.    | »The Aftermath«              | Harris, Bayley, Gers | 6:20  |
| 7.    | »Judgement of Heaven«        | Harris               | 5:13  |
| 8.    | »Blood on the World's Hands« | Harris               | 5:58  |
| 9.    | »The Edge of Darkness«       | Harris, Bayley, Gers | 6:39  |
| 10.   | »2 A.M.«                     | Bayley, Gers, Harris | 5:38  |
| 11.   | »The Unbeliever«             | Harris, Gers         | 8:10  |
| 71:04 |                              |                      |       |

## Recenzije
The X Factor dobio je osrednje kritike. AllMusic mu je dodijelio dvije zvjezdice od njih pet i izjavio: "The X Factor razočaravajući je album kasnijeg Iron Maidena koji pati od manjka snažnih rifova i solidno skladanih pjesama. Iako grupa ne zvuči toliko loše na albumu, ne zvuči nadahnuto i u izvedbama nema energije, zbog čega je dodatno uočljiv manjak mašte."
Sputnikmusic je bio pozitivniji u svojoj recenziji; izjavio je da je u pitanju "promjena za Iron Maiden, i to vrlo važna" jer je "utabala put budućim albumima slične duljine trajanja". Također je pohvalio "često kritiziranog" Blazea Bayleyja, za čiji je glas komentirao da je "savršen za novi uradak".

## Zasluge
| Iron Maiden - Blaze Bayley – vokali - Dave Murray – gitara - Janick Gers – gitara - Steve Harris – bas-gitara, prateći vokali, produkcija, miksanje - Nicko McBrain – bubnjevi Dodatni glazbenici - Michael "Count" Kenney – klavijature - The Xpression Choir – zborski vokali (na pjesmi "Sign of the Cross") | Ostalo osoblje - Nigel Green – produkcija, tonska obrada, miksanje - Ronal Whelan – masteriranje - Ross Halfin – fotografija - Simon Fowler – fotografija - Tony Frederick – fotografija - Hugh Syme – naslovnica, umjetnički direktor, dizajn, digitalna ilustracija |